# Hoggicosa brennani
Hoggicosa brennani Langlands & Framenau, 2010 è un ragno appartenente alla famiglia Lycosidae.

## Etimologia
Il nome proprio della specie è in onore del biologo ed aracnologo Karl Brennan, amico del descrittore, in riconoscimento del suo lavoro sull'ecologia dei ragni australiani.

## Caratteristiche
L'olotipo maschile rinvenuto ha lunghezza totale è di 19,8 mm; la lunghezza del cefalotorace è di 9,8 mm; e la larghezza è di 7,9 mm.

## Distribuzione
La specie è stata reperita in Australia meridionale, 1,5 km a sudovest della Taylorville Station. Altre zone di rinvenimento sono nel Nuovo Galles del Sud e nel Queensland.

## Tassonomia
Al 2017 non sono note sottospecie e dal 2010 non sono stati esaminati nuovi esemplari.